# Oospila ruptimacula
Oospila ruptimacula là một loài bướm đêm trong họ Geometridae.